# Nicolò Catalano
Nicolò Catalano (Trapani, 7 agosto 1940) è un dirigente sportivo italiano.
Diplomato all'ISEF, è stato insegnante di educazione fisica fino al 1989.

## Carriera
Allenatore di numerose squadre di pallavolo e di rugby in Sicilia, è stato Presidente del comitato regionale siciliano della Fipav dal 1975.
Eletto nel 1988 vicepresidente nazionale della Federazione Pallavolo, nel 1991 è stato eletto Presidente, carica che ha mantenuto fino al 1993.
Nel 1991 ha ricoperto l'incarico di Vice Presidente della CEV e nel 1992 di Consigliere d'Amministrazione della FIVB.